# Heron Gordilho
Heron José de Santana Gordilho, ou simplesmente Heron Gordilho (Candeias, 23 de março de 1962) é um jurista, promotor de justiça, filósofo, professor e ativista pelos direitos dos animais brasileiro. Professor da Universidade Federal da Bahia (UFBA), e da Universidade Católica do Salvador (UCSAL) é conhecido por sua obra voltada ao direito animal.

## Biografia
Heron Gordilho começou seus estudos universitários no curso de Engenharia Civil na Universidade Federal da Bahia, mas depois passou a cursar direito na mesma instituição, vindo a obter a graduação em Direito pela Universidade Federal da Bahia (UFBA) em 1988. Em seguida, ele obteve o mestrado em Direito pela Universidade Federal da Bahia (UFBA), em 1996 e o mestrado em Ciências Sociais pela Universidade Federal da Bahia (UFBA), em 1999. Após, ele obteve o doutorado em Direito pela Universidade Federal de Pernambuco (UFPE), em 2006, com o tema Abolicionismo Animal, tendo sido orientado pelo jurista alemão Andreas Joachim Krell; e finalmente o pós-doutorado em Ciências Sociais Aplicadas pela Universidade Pace nos Estados Unidos da América, 2011.
Heron Gordilho é promotor de justiça do Ministério Público da Bahia, atualmente ocupando a 2ª promotoria de justiça ambiental em Salvador. É professor da Faculdade de Direito da Universidade Federal da Bahia (UFBA), ministrando aulas na graduação, no mestrado e no doutorado. Na UFBA, ele foi coordenador do Programa de Pós-Graduação em Direito da instituição, ainda hoje desenvolve seus estudos jurídicos na linha de pesquisa "Direitos Pós-Modernos: Bioética, Cibernética, Ecologia e Direito Animal" integrante do referido Programa, é editor-Chefe da Revista do Programa de Pós-Graduação em Direito da UFBA, além de ser o coordenador de cursos de especialização com ênfase em Ecologia e Direito Animal. É também coordenador de pesquisa na Universidade Católica do Salvador (UCSAL), onde ministra aulas sobre Direito Ambiental.
No plano internacional, ele tem sido um dos brasileiros que mais se destacam na difusão acadêmica do Direito Animal, tendo sido convidado para ministrar aulas e palestras em diversas instituições estrangeiras dos Estados Unidos da América, da Argentina, da Espanha, da França, da Itália, entre outros.  Heron Gordilho é Professor Visitante (Visiting Professor) na Faculdade de Direito da Universidade Pace (Estados Unidos), na Faculdade de Direito da Universidade Fordham (Estados Unidos), na Universidade Autônoma de Barcelona (Espanha) e na Universidade de Tours, antiga Universidade François Rabelais (França).
Em 2014, ele recebeu o título de Cidadão da Cidade de Salvador, outorgado pela Câmara Municipal de Salvador.
Heron Gordilho é fundador, coordenador e editor-chefe da Revista Brasileira de Direito Animal, primeiro periódico latinoamericano especializado na temática do direito animal e também foi fundador e primeiro presidente do Instituto Abolicionista Animal, associação de caráter científico e educacional voltada para a difusão do direito animal.
Ele também participou da fundação da Associação Latino-Americana de Direito Animal (ALDA) em 29 de agosto de 2014, instituição fundada na cidade de Brasília, durante a realização do IV Congresso Mundial de Bioética e Direitos dos Animais, evento promovido pelo Instituto Abolicionista Animal e ocorrido nas dependências do Centro Universitário UDF. Durante este momento, Heron Gordilho foi eleito o primeiro Presidente da ALDA, tendo sido eleito como vice-presidente o advogado costarriquenho Ronny S. Guevara Mora.
É membro do corpo editorial de diversos periódicos de Direito como Revista Brasileira de Direito Animal (RBDA), Revista Brasileira de Direito Ambiental, Revista do Programa de Pós-Graduação em Direito da UFBA, Revista dos Mestrandos em Direito Econômico da UFBA e Caderno de Derecho Atual. Além disso é revisor de diversos outros periódicos como Revista Brasileira de Direito, Revista Científica da FESMPDFT, Revista da Faculdade de Direito da UFMG, Revista DIREITO GV, Revista Eletrônica do mestrado em Direito da UFAL, entre outras.
Ele também é membro da União Internacional para a Conservação da Natureza e dos Recursos Naturais (UICN) e é Coordenador Regional do Instituto Brasileiro Americano de Direito e Meio Ambiente (BAILE).
Ele desenvolve em seus projetos de pesquisa e de extensão temas como Ética, Direito Animal, Direito Ambiental, Direito Animal Comparado, Pós-Humanismo e Direito Constitucional, tendo publicado vários livros, além de mais de cinquenta artigos científicos.

## Principais idéias
As principais idéias defendidas por Heron Gordilho são o abolicionismo animal, o uso do habeas corpus em favor de grandes primatas e a hermenêutica constitucional da mudança.
Em entrevista ao site CONJUR, Heron Gordilho disse sobre o que consistiria o abolicionismo animal para ele: 

 A minha hipótese básica da tese é de que a exploração institucionalizada dos animais é antieconômica, desnecessária, imoral, ambientalmente prejudicial e danosa à saúde. Alguns animais possuem requisitos para serem considerados como sujeitos de direitos. Não são todos, apenas os dotados com uma vida mental complexa e quem distingue isso é a ciência.— Heron Gordilho

## Obras

### Livros
- Responsabilidade Civil por Dano Moral ao Consumidor. Belo Horizonte: Edições Ciências Jurídicas, 1997.
- Direito ambiental pós-moderno. Curitiba: Juruá, 2008.
- Abolicionismo Animal. 1. edição. Salvador: Editora Evolução, 2009.
- Metodologia da pesquisa em Direito. Salvador: Paginae, 2013. 3 volumes. (coorganizador com Gilson Santana, Rodolfo Pamplona Filho e Nelson Cerqueira)
- Animal Abolitionism: Habeas Corpus for Great Apes (Abolicionismo Animal: Habeas Corpus Para Grandes Primata). 2. ed. Salvador: EDUFBA, 2017. (segunda edição em português e primeira bilíngue).
- Estudos Avançados de Direitos Humanos, Teoria do Direito e Desenvolvimento Sustentável. Maringá: IDM, 2018. (coorganizador com Fabrício Veiga Costa e Deilton Ribeiro Brasil)
- A Proteção Ambiental em suas Múltiplas Dimensões. Maringá: IDM Editora, 2018. (coorganizador com Fabrício Veiga Costa e Deilton Ribeiro Brasil)
- Direito da Terra, meio ambiente e ecologia humana: homenagem post mortem a José Luis Serrano. Salvador: EDUFBA, 2018. (coorganizador com Júlio Rocha)

### Principais artigos
- Das leis complementares e sua posição hierárquica. Revista dos Mestrandos em Direito Econômico da UFBA, v. 01, p. 01-09, 1991.
- O dano moral na constituição de 1988. Revista dos Mestrandos em Direito Econômico da UFBA, v. 03, p. 01-09, 1992.
- De uma forma silenciosa: estudo sobre a norma aplicável aos casos de poluição sonora do meio ambiente. Revista dos Mestrandos em Direito Econômico da UFBA, v. 05, p. 01-09, 1997.
- Ministério Público e Poder Simbólico. Revista do Ministério Público do Estado da Bahia, v. 8, 1997.
- O Ministério Público e os Movimentos Sociais. Revista do Ministério Público do Estado da Bahia, v. 9, 1998.
- The e-business taxation: an alternative through the funds transfer side. Review of Business Research, v. II, p. 123-132, 2004. (em coautoria com Mário Jorge Philocreon Castro Lima)
- Abolicionismo Animal. Revista de Direito Ambiental, São Paulo, v. 36, p. 85-109, 2004.
- Princípios e Regras de Soft law: novas fontes de direito internacional ambiental. Revista Brasileira de Direito Ambiental, São Paulo, v. 01, p. 97-131, 2005.
- Meio Ambiente e reforma tributária: Justiça fiscal e extrafiscal dos tributos ambientais. Revista de Direito Ambiental, São Paulo, v. 33, n.Ano 9, p. 09-32, 2005.
- Espírito animal e o fundamento moral do especismo. Revista Brasileira de Direito Animal, Salvador, v. 01, p. 37-65, 2006.
- Wildlife and the Brazilian Abolitionist Movement. Journal of Animal Law, v. 5, p. 71, 2009.
- Théorie brésilienne de l'Habeas Corpus en faveur des grands singes. Revue Semestrielle de Droit Animalier, Limoges, v. 1, p. 145, 2012.
- Habeas Corpus para os Grandes primatas. Revista do Instituto do Direito Brasileiro, Lisboa, v. 4, p. 2077-2114, 2012. (em coautoria com Tagore Trajano)
- Animais em Juízo: direito, personalidade jurídica e capacidade processual. Revista de Direito Ambiental, São Paulo, v. 65, p. 333-363, 2012. (em coautoria com Tagore Trajano)
- Os colegiados ambientais como expressão do princípio da participação popular no direito brasileiro: o caso do CONAMA. Revista de Informação Legislativa, Brasília, v. 204, p. 67-77, 2014. (em coautoria com Thiago Pires Oliveira)
- A Dimensão Constitucional dos Indígenas nos Países do Mercosul. Revista Jurídica Luso-Brasileira (RJLB), Lisboa, v. 1, p. 1065-1102, 2015.
- Brazilian animal testing crimes and alternatives. Revista Argumentum, v. 17, p. 387-412, 2016. (em coautoria com Jacqueline Gordilho)
- Un análisis de la decisión de la Corte Federal Suprema que declarará la inconstitucionalidad de la Ley reguladora de las 'vaquejadas'en Brasil. Cadernos de Dereito Actual, v. 4, p. 97-117, 2016. (em coautoria com Francisco José Garcia Figueiredo)
- Recent reform on environmental criminal law in Brazil. University of Baltimore Journal of International Law, v. 4, p. 60-84, 2016.
- Animal standing and the Habeas Corpus for the great apes. Revista Jurídica Luso-Brasileira (RJLB), Lisboa, v. 3, p. 713-737, 2017.
- Animal society and information society. Nomos, Fortaleza, v. 37, p. 223-245, 2017. (em coautoria com Maria Auxiliadora Minahim e Daniela Portugal)
- Introducing consensual criminal justice in Brazil. Direitos Fundamentais & Justiça, Curitiba, v. 11, p. 35-50, 2017. (em coautoria com Kenneth Williams)
- Ecocídio e o Tribunal Penal Internacional. Justiça do Direito, Passo Fundo, v. 31, p. 688-707, 2018. (em coautoria com Fernanda Ravazzano)
- Direito Animal e a Inconstitucionalidade da 96ª Emenda à Constituição Brasileira. Sequência, Florianópolis, v. 39, p. 199-218, 2018. (em coautoria com Daniel Borges)
- Fins do princípio do poluidor-pagador. Revista Brasileira de Direito, Passo Fundo, v. 14, p. 361-379, 2018. (em coautoria com Paulo Lyrio Pimenta)
- Livestock production and its environmental costs. Revista eletrônica do curso de direito da UFSM, Santa Maria, v. 13, p. 319-339, 2018. (em coautoria com Saulo Casali Bahia)